# Diaphorus delegatus
Diaphorus delegatus är en tvåvingeart som beskrevs av Walker 1856. Diaphorus delegatus ingår i släktet Diaphorus och familjen styltflugor. Inga underarter finns listade i Catalogue of Life.